# Jürgen Herrlein
Jürgen Herrlein (n. en 1962 en Ratisbona, Alemania) es un abogado e historiador académico alemán.

## Biografía
Crece en Regensburg y Friedrichsdorf el Taunus. Termina el Bachillerato Superior en el año 1981 en el instituto  Kaiserin-Friedrich-Schule en Bad Homburg, al que le sucede la carrera de Derecho, que comienza en 1982 en la Universidad Johann Wolfgang Goethe en Fráncfort del Meno. Finalizados dichos estudios y la pasantía jurídica se gradúa como abogado en Fráncfort del  Meno. Hasta el año 2000 trabaja como socio en un bufete, pasando más tarde a ser socio directivo de una asesoría fiscal y jurídica, desde trabaja en una de sus nuevas oficinas.
El mismo año se especializa en derecho fiscal y en 2005 en derecho arrendatario. Desde el semestre de invierno 2005/2006 es profesor encargado en la Universidad de Fráncfort del Meno. 
En 2006 se hace publicista de la revista jurídica „Neue Zeitschrift für Miet- und Wohnungsrecht (NZM)“ (revista sobre derecho arrendatario y residencia).  
Herrlein es miembro de Corps Austria (recogido en 1987), Borussia-Polonia (1999), Silesia (2000), Masovia (2002) und Tigurinia (2007).
La revista „Wirtschaftswoche“ lo ubica en el año 2010 como uno de los mejores abogados en derecho arrendatario de Alemania.
Como autor jurídico, su tarea publicista se contra principalmente en temas de arrendamiento y fiscalidad.
Sus publicaciones históricas se ocupan de las redes académicas y estudiantiles.

### Publicaciones jurídicas
- Jürgen Herrlein, Ronald Kandelhard (Hg.): Praxiskommentar Mietrecht, Recklinghausen: ZAP-Verlag, 4. Aufl. 2010, ISBN 978-3-89655-488-8
- Lutz Eiding, Lothar Ruf, Jürgen Herrlein: Öffentliches Baurecht in Hessen für Architekten, Bauingenieure und Juristen, München: C. H. Beck, 2. Aufl. 2007, ISBN 978-3-406-55716-3
- Jürgen Herrlein, Nikolaj Fischer: Kauf, Miete und Unterbringung von Pferden, Berlín: VWF, 2006, ISBN 978-3-89700-436-8
- Steuerrecht in der mietrechtlichen Praxis, Bonn: Deutscher AnwaltVerlag, 2007, ISBN 978-3-89655-266-2, ISBN 978-3-8240-0907-7

### Publicaciones históricas
- Corps Austria – Corpsgeschichte 1861-2001, Frankfurt am Main 2003
- Jürgen Herrlein, Silvia Amella Mai (Hg.): Josef Neuwirth (1855-1934), Von der Wiege bis zur Bahre, Autobiographie, Frankfurt am Main 2009
- Jürgen Herrlein, Silvia Amella Mai: Heinrich Beer und seine studentischen Erinnerungen an Breslau 1847 bis 1850, Hilden: WJK-Verlag 2009, ISBN 978-3-940891-27-3
- Jürgen Herrlein, Silvia Amella Mai: Georg Zaeschmar und seine studentischen Erinnerungen an Breslau 1873 bis 1875, Hilden: WJK-Verlag 2010, ISBN 978-3-940891-35-8